# Ernolsheim-lès-Saverne
Ernolsheim-lès-Saverne é uma comuna francesa na região administrativa de Grande Leste, no departamento Baixo Reno. Estende-se por uma área de 11,02 km². Em 2010 a comuna tinha 600 habitantes (densidade: 54,4 hab./km²).